# گمینا کروتوشن
گمینا کروتوشن (به لهستانی:  Gmina Krotoszyn) یک گمینا در لهستان است که در شهرستان کروتوشن واقع شده‌است. گمینا کروتوشن ۲۵۵٫۵۲ کیلومتر مربع مساحت و ۴۰٬۳۶۰ نفر جمعیت دارد.

## خواهرخوانده
شهر فونتنه-لو-کنت خواهرخواندهٔ گمینا کروتوشن هست.